# Vassili Abàiev
Vassili Ivànovitx Abàiev (en osset: Васо Абайты, en rus: Василий Иванович Абаев), nascut el 15 de desembre de 1900 a Kobi (Geòrgia) i mort el 18 de març de 2001 a Sant Petersburg (Rússia), fou un destacat lingüista osset especialitzat en l'estudi de les llengües iràniques, especialment de l'osset.

## Biografia
Abàiev va estudiar al Gymnasium de Tbilisi entre 1910 i 1918, graduant-se en la Universitat de Leningrad el 1925. Va estudiar filologia iraniana sota la direcció de Friedman, i, de la mateixa manera que altres joves lingüistes, va caure sota la influència del controvertit Nikolai Marr, unint-se al seu Institut Jafètio el 1928. Després de la mort de Marr, es va dedicar a estudis iranians més amplis i a treballs de camp a Ossètia fins a la fi de la Segona Guerra Mundial. El 1945 va tornar a Leningrad on publicaria el seu treball sobre la Saga dels Nart, un diccionari i gramàtica de l'osset. Stalin va condemnar les teories lingüístiques de Marr i l'Institut va ser purgat, encara que Abàiev es va salvar.
A partir de la dècada de 1950, Abáyev es va fer internacionalment famós com la màxima autoritat en lingüística sàrmata i escita. Assistit pel seu amic, Georges Dumézil, Abàiev va demostrar les connexions entre les llengües escites i l'osset modern. També va apuntar algunes similituds impactants entre la mitologia osset i la celta. La seva opera magna, el Diccionari històric i etimològic de la llengua osseta, va ser publicada en quatre volums entre 1958 i 1989 (un cinquè volum amb un índex fou publicat el 1995). Va morir als cent anys a Sant Petersburg. Alguns anys més tard, se li va erigir un monument a Tsjinvali.

## Obres
- 1939 – Iz osetinskogo eposa (L'epos osset)
- 1949 – Osetinskij jazyk i fol'klor (La llengua i el folklore ossets)
- 1950 – Russko-osetinskij slovar' (Diccionari rus-osset)
- Grammatičeskij očerk osetinskogo jazyka (Esbós d gramàtica de l'osset)
- 1958 – Istoriko-etimologičeskij slovar' osetinskogo jazyka (Diccionari històric i etimològic de la llengua osseta)
- 1965 – Skifoevropejskie izoglossy. Na styke Vostoka i zapada (Isoglosses escitoeuropees. Sobre els lligams entre Orient i Occident)